# Một Ngàn
Một Ngàn là thị trấn huyện lỵ của huyện Châu Thành A, tỉnh Hậu Giang, Việt Nam.

## Địa lý
Thị trấn Một Ngàn có vị trí địa lý:
- Phía đông giáp xã Nhơn Nghĩa A
- Phía tây giáp xã Tân Hòa
- Phía nam giáp huyện Phụng Hiệp và thị trấn Rạch Gòi
- Phía bắc giáp thành phố Cần Thơ và xã Trường Long A.

Thị trấn Một Ngàn có diện tích 8,22 km², dân số năm 2019 là 6.742 người, mật độ dân số đạt 821 người/km².

## Lịch sử
Trước đây, địa bàn thị trấn Một Ngàn là một phần của xã Tân Thuận cũ (nay là xã Tân Hòa) và xã Nhơn Nghĩa A.
Ngày 12 tháng 5 năm 2003, Chính phủ ban hành Nghị định 48/2003/NĐ-CP về việc thành lập thị trấn Một Ngàn trên cơ sở:
- Điều chỉnh 433 ha diện tích tự nhiên và 4.124 người của xã Tân Thuận (nay là xã Tân Hòa)
- Điều chỉnh 297 ha diện tích tự nhiên và 2.632 người của xã Nhơn Nghĩa A.

Thị trấn Một Ngàn có 730 ha diện tích tự nhiên và 6.756 nhân khẩu.
Ngày 11 tháng 7 năm 2019, Hội đồng Nhân dân tỉnh Hậu Giang ban hành Nghị quyết 11/2019/NQ-HĐND về việc sáp nhập ấp Nhơn Lộc vào ấp Nhơn Xuân.

## Hành chính
Thị trấn Một Ngàn được chia thành 6 ấp: 1A, 1B, Nhơn Thuận 1A, Nhơn Xuân, Tân Lợi, Thị Tứ.